# Liste der Naturdenkmale in Ebenweiler
| Naturdenkmale | Anzahl |
| ------------- | ------ |
| FND           | 5      |
| END           | 1      |
| Gesamt        | 6      |

Die Liste der Naturdenkmale in Ebenweiler nennt die verordneten Naturdenkmale (ND) der im baden-württembergischen Landkreis Ravensburg liegenden Gemeinde Ebenweiler. In Ebenweiler gibt es insgesamt sechs als Naturdenkmal geschützte Objekte, davon fünf flächenhafte Naturdenkmale (FND) und ein Einzelgebilde-Naturdenkmal (END).
Stand: 31. Oktober 2016.

## Flächenhafte Naturdenkmale (FND)
| Name                     | Bild | Kennung     | Einzelheiten | Position | Fläche Hektar | Datum         |
| ------------------------ | ---- | ----------- | ------------ | -------- | ------------- | ------------- |
| Baumgruppe               | BW   | 84360245102 | Ebenweiler   | ⊙        | 0,0           | 25. Sep. 1940 |
| Breites Moor             | BW   | 84360240508 | Ebenweiler   | ⊙        | 0,9           | 1. Feb. 1990  |
| Groppacher See           | BW   | 84360240507 | Ebenweiler   | ⊙        | 1,0           | 1. Feb. 1990  |
| Nass-See                 | BW   | 84360245107 | Ebenweiler   | ⊙        | 1,9           | 25. Sep. 1940 |
| Torfstich Bussenried     | BW   | 84360240860 | Ebenweiler   | ⊙        | 1,2           | 1. Feb. 1990  |
| Legende für Naturdenkmal |      |             |              |          |               |               |

## Einzelgebilde (END)
| Name                     | Bild | Kennung     | Einzelheiten | Position | Fläche Hektar | Datum         |
| ------------------------ | ---- | ----------- | ------------ | -------- | ------------- | ------------- |
| Feldhecke                | BW   | 84360245105 | Ebenweiler   | ⊙        | 0,0           | 25. Sep. 1940 |
| Legende für Naturdenkmal |      |             |              |          |               |               |